# Тампа (аеропорт)
Тампійський міжнародний аеропорт (IATA: TPA, ICAO: KTPA, FAA ідент. місц.: TPA) — це міжнародний аеропорт у 10 км на захід від центру міста Тампа, у графстві Хіллсборо, Флорида, США. Аеропорт знаходиться у державній власності авіаційного управління округу Хіллсборо (HCAA). Він був оцінений за архітектуру та ландшафтний/аеродромний дизайн центрального терміналу, що зв'язаний рейковими потягами з 4-ма сателитними повітряними терміналами й літаковими брамами, що було піонерською концепцією при розробці наприкінці 1960-х. Подібна система організації аеропорту була впроваджена згодом у Орландському міжнародному аеропорті. До 1952 року аеропорт називався муніципальним аеропортом Дрю Філд.
Аеропорт обслуговується понад 20 основними авіаперевізниками, 4 регіональними авіакомпаніями та 3 авіаперевізниками. 3 регіональні авіакомпанії працюють під прапором магістральних авіаперевізників, а 4-та — Silver Airways — незалежна й використовує Міжнародний аеропорт Тампа як центр для своїх операцій. Southwest Airlines працює центром фокусування у TPA та здійснює найбільшу частку пасажирів аеропорту, здійснюючи до 121 щоденних рейсів.
В даний час аеропорт обслуговує 93 пункти без зупинки в Північній Америці, Центральній Америці, Карибському басейні та Європі. Тампа Інтернешнл також є одним з лише двох аеропортів США, де проводяться регулярні рейси до 4 кубинських міст: Камагей, Гавана, Голгуїн та Санта-Клара. Аеропорт обробляв 21 289 390 пасажирів у 2018 році, що робить його 29-м найпотужнішим аеропортом за переміщенням пасажирів у Північній Америці.

### Майбутнє
Другий наземний аеродромний термінал буде побудовано на північ від поточного, що дозволить аеропорту обслуговувати понад 50 мільйонів пасажирів на рік до 2025 року. Спочатку будівництво цього об'єкта мало було розпочато у 2010 році, а завершення планувалося до жовтня 2015 року. Проте через велику рецесію в економіці пасажиропотік знизився у 2009 році на 14 % й плано будівництва були відкладені

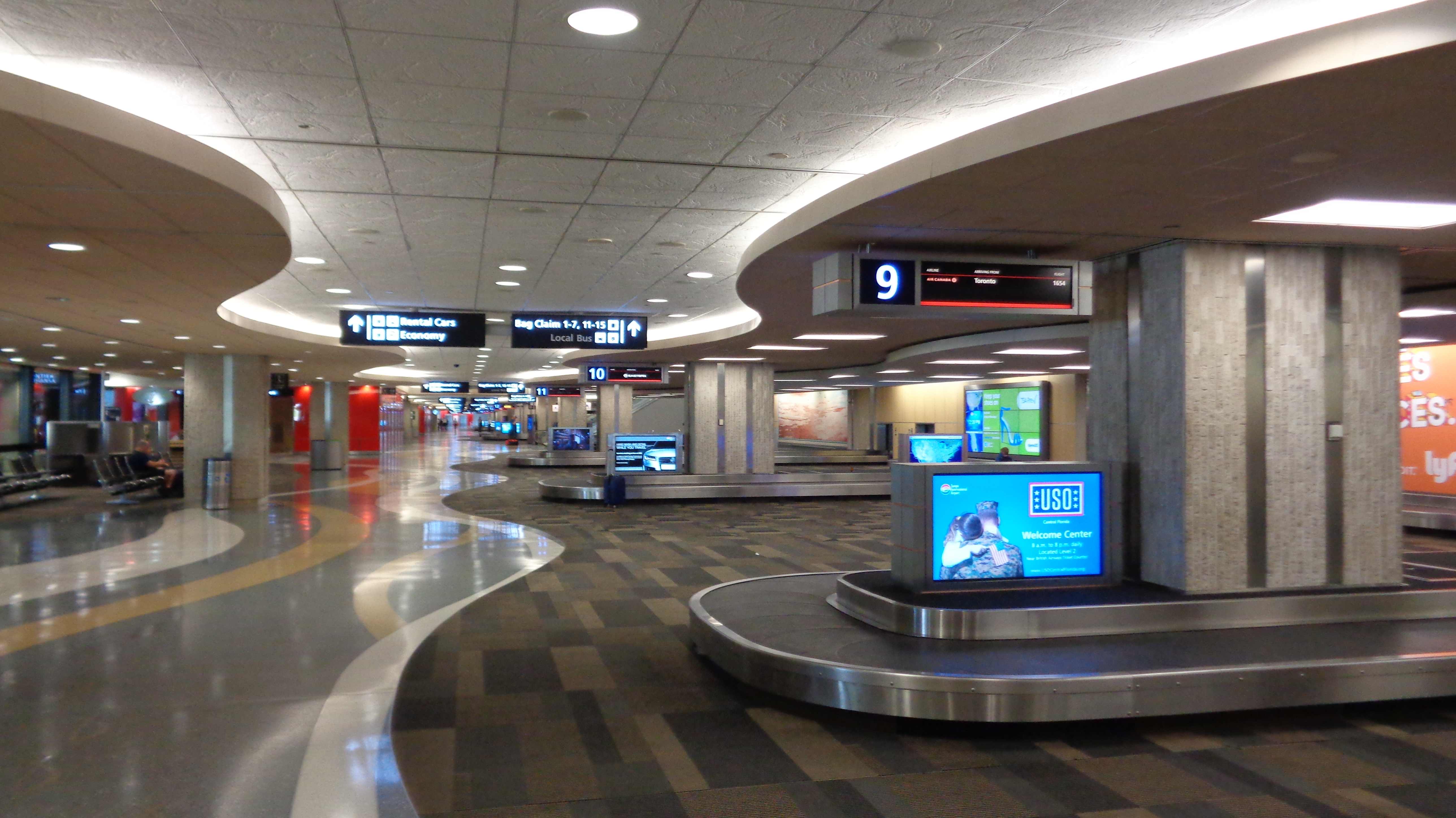
Приземний термінал — підбір валіз

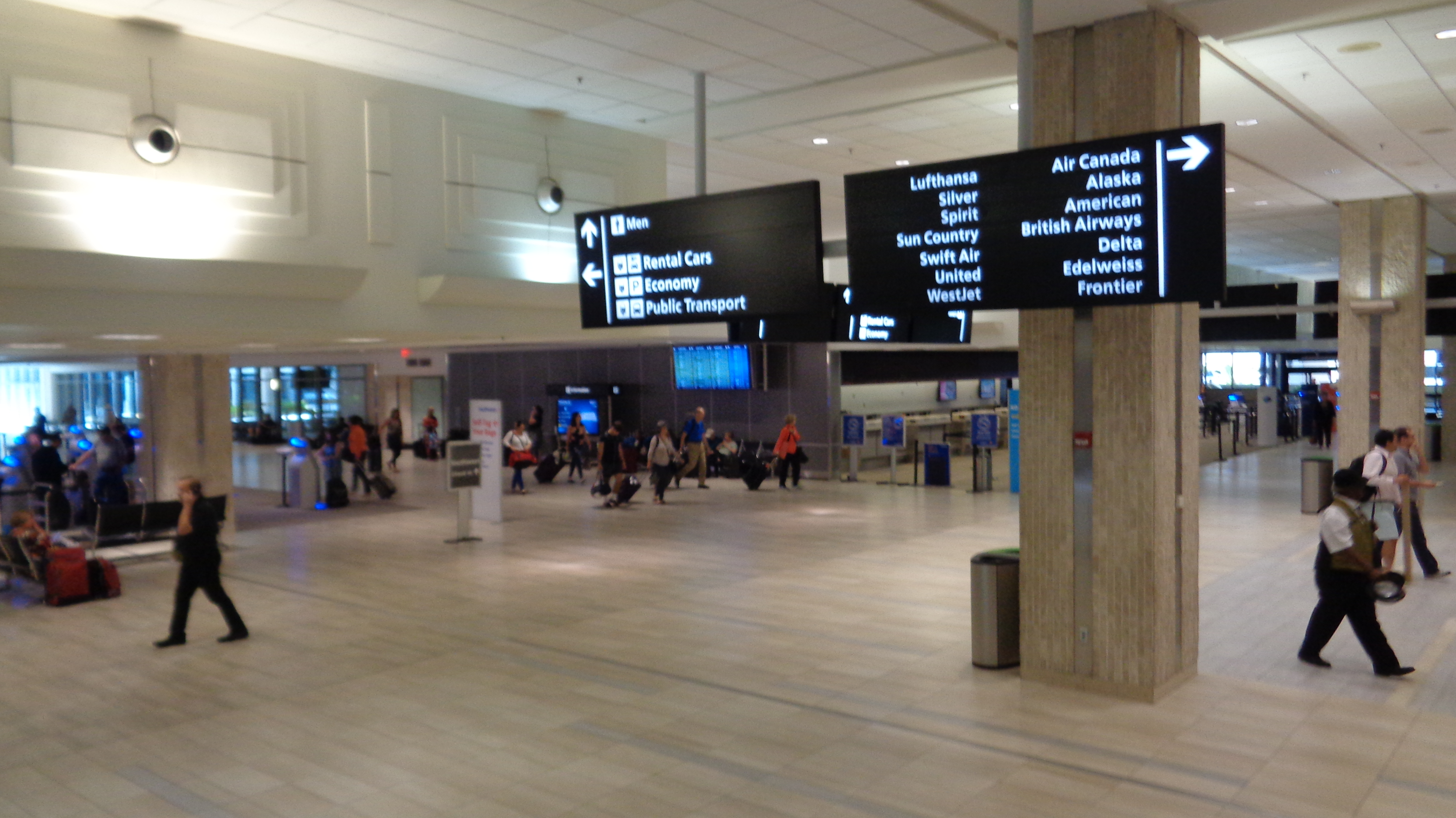
Приземний термінал — зона продажу квитків

Міжнародний аеропорт Тампа обслуговує 21,2 мільйона пасажирів на рік, й його потужність збільшуватимуться до 34 мільйонів пасажирів на рік. Ринок прокату автомобілів в аеропорту входить до першої п'ятірки серед усіх американських аеропортів.

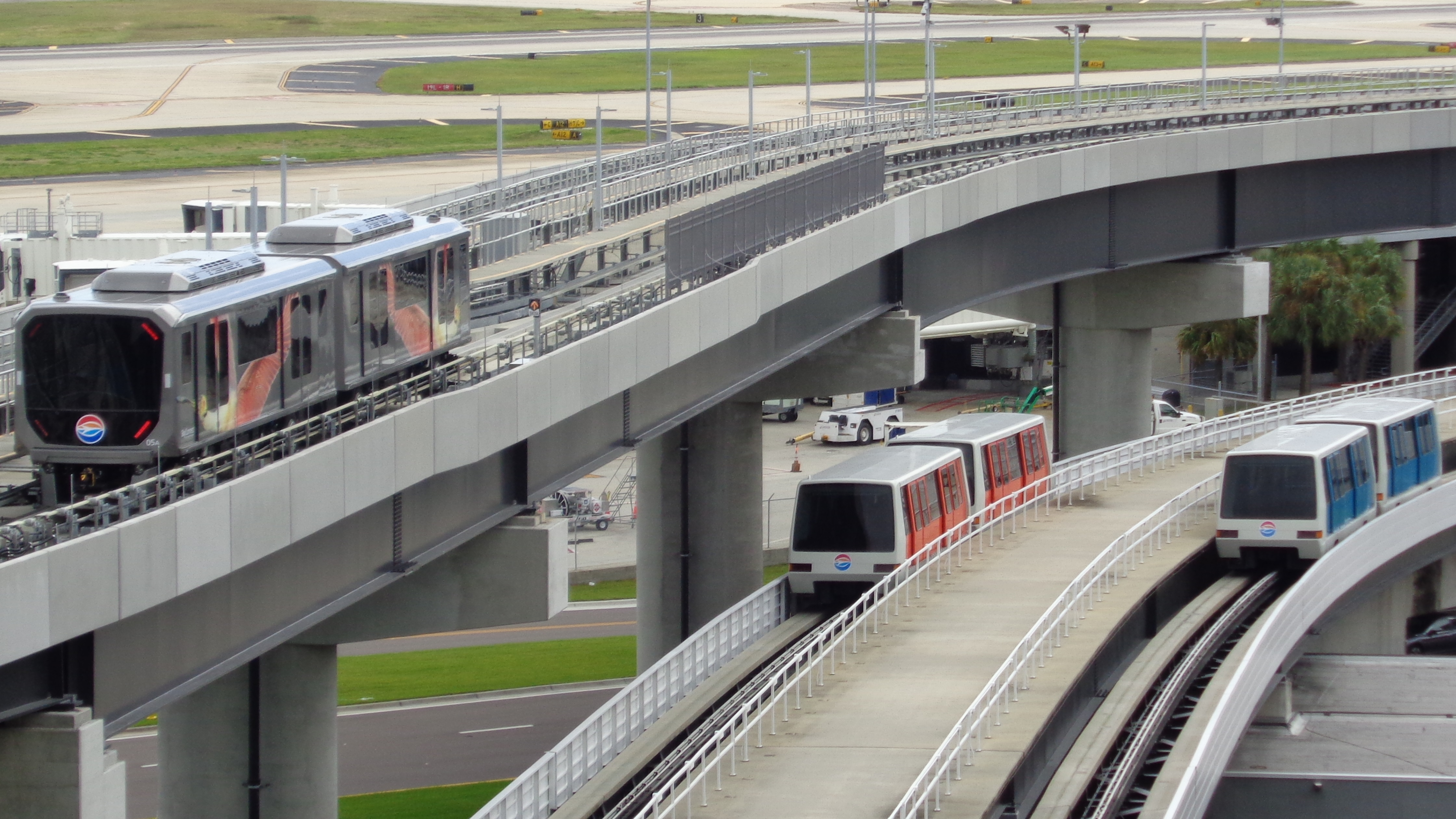
SkyConnect (ліворуч) та Airside A (справа) людо-мувери

### Злітно-посадкові смуги
Міжнародний аеропорт Тампа займає 3 300 акрів (1 300 га) на висоті 26 футів (7,9 м) вище середнього рівня моря. Він має три злітно-посадкові смуги: 10/28 — 2133 × 46 м з асфальто-бетонною поверхнею; 19L / 1R — 2,530 × 46 м з асфальто-бетонною поверхнею; 19R / 1L — 3 353 × 46 м з бетонною поверхнею. 13 січня 2011 року позначення злітно-посадкової смуги змінилися через зміну магнітних заголовків. 9/27 стала 10/28, 18R / 36L стала 1L / 19R, 18L / 36R стала 1R / 19L.

## Авіакомпанії та пункти призначення

### Пасажирський
| Авіакомпанія | Пункт призначення                                                                                               |
| --- | --- |
| Air Canada Rouge | Toronto–Pearson Seasonal: Галіфакс (begins February 8, 2020), Монреаль–Трюдо, Оттава (begins December 19, 2019) |
| [ 9 ] | Alaska Airlines                                                                                                 |
| Seattle/Tacoma | [ 10 ] |
| American Airlines | Charlotte, Chicago–O'Hare, Dallas/Fort Worth, Miami, Philadelphia, Phoenix–Sky Harbor, Washington–National      |
| [ 11 ] | British Airways                                                                                                 |
| Лондон-Гатвік | [ 12 ] |
| Cayman Airways | Grand Cayman |
| [ 13 ] | Contour Airlines                                                                                                |
| Seasonal: Charlotte | [ 14 ] |
| Copa Airlines | Panama City |
| [ 15 ] | Delta Air Lines                                                                                                 |
| Atlanta, Boston, Цинциннаті, Detroit, Los Angeles, Minneapolis/St. Paul, New York–JFK, New York–LaGuardia, Salt Lake City Seasonal: Amsterdam, Канкун | [ 16 ] |
| Delta Connection | Raleigh/Durham Seasonal: Цинциннаті                                                                             |
| [ 17 ] | Spirit Airlines                                                                                                 |
| Atlanta, Atlantic City, Балтимор, Chicago–O'Hare, Dallas/Fort Worth, Detroit, Fort Lauderdale, Х'юстон-Інтерконтінентал, Індіанаполіс (begins November 14, 2019), Las Vegas, Nashville (begins November 6, 2019), Новий Орлеан, New York–LaGuardia (begins November 14, 2019), San Juan Seasonal: Akron/Canton, Asheville, Boston, Cleveland, Columbus–Glenn, Greensboro, Hartford, Latrobe/Pittsburgh, Newark, Minneapolis/St. Paul, Philadelphia, Pittsburgh | [ 20 ] |
| Sun Country Airlines | Seasonal: Madison, Minneapolis/St. Paul, Сент-Луїс (resumes December 20, 2019)                                  |
| [ 21 ] | Swoop |
| Seasonal: Hamilton (ON), Вінніпег (begins November 17, 2019) | [ 23 ] |
| United Airlines | Chicago–O'Hare, Denver, Х'юстон-Інтерконтінентал, Newark, San Francisco, Washington–Dulles                      |
| [ 24 ] | United Express                                                                                                  |
| Seasonal: Cleveland (resumes December 7, 2019). | [ 24 ] |
| WestJet | Toronto–Pearson Seasonal: St. John's                                                                            |
| [ 25 ] | {{{70}}} |

### Вантажні
| Авіакомпанія  | Пункт призначення |
| ------------- | --- |
| Amazon Air    | Балтимор, Chicago/Rockford, Цинциннаті, Dallas/Fort Worth, Miami, Phoenix–Sky Harbor, Sacramento, Стоктон, Wilmington, OH                                              |
| FedEx Express | Fort Lauderdale, Fort Worth/Alliance, Greensboro, Індіанаполіс, Jacksonville, Мемфіс Seasonal: Atlanta, Los Angeles, Newark, Новий Орлеан, Raleigh/Durham, Tallahassee |
| UPS Airlines  | Dallas/Fort Worth, Fort Myers, Jacksonville (FL), Луїсвілл, Orlando, Philadelphia Seasonal: Columbia (SC), Jackson (MS), Miami, San Juan                               |

## Статистика

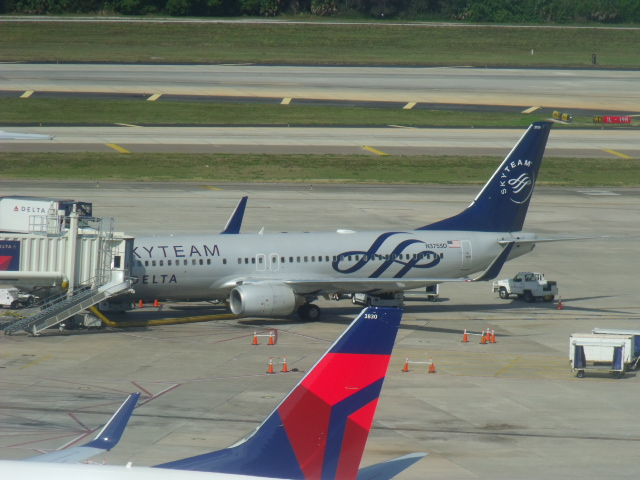
Delta Air Lines на Airside E.

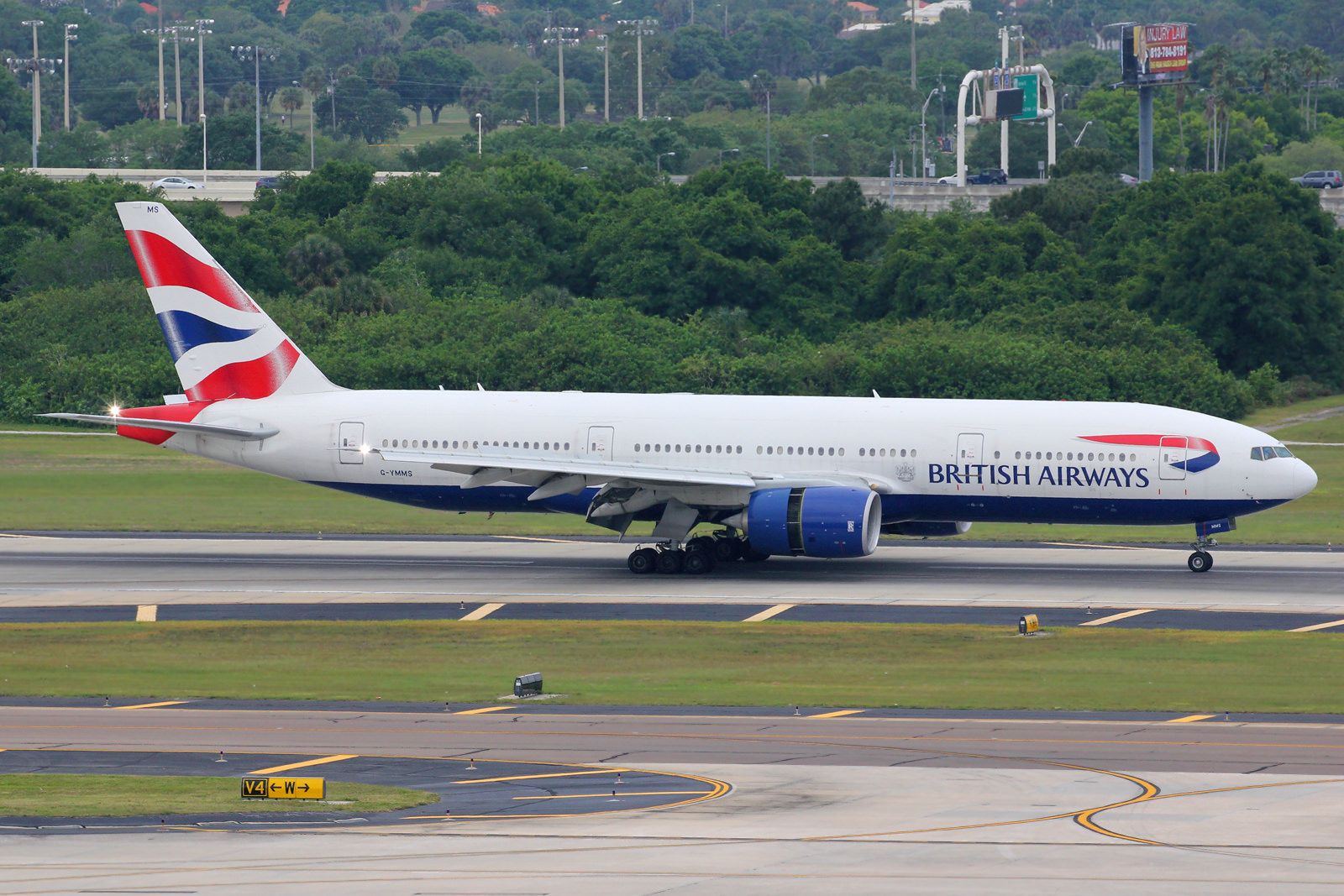
Boeing 777-200ER British Airways, що прибуває з Лондона — Гатвік

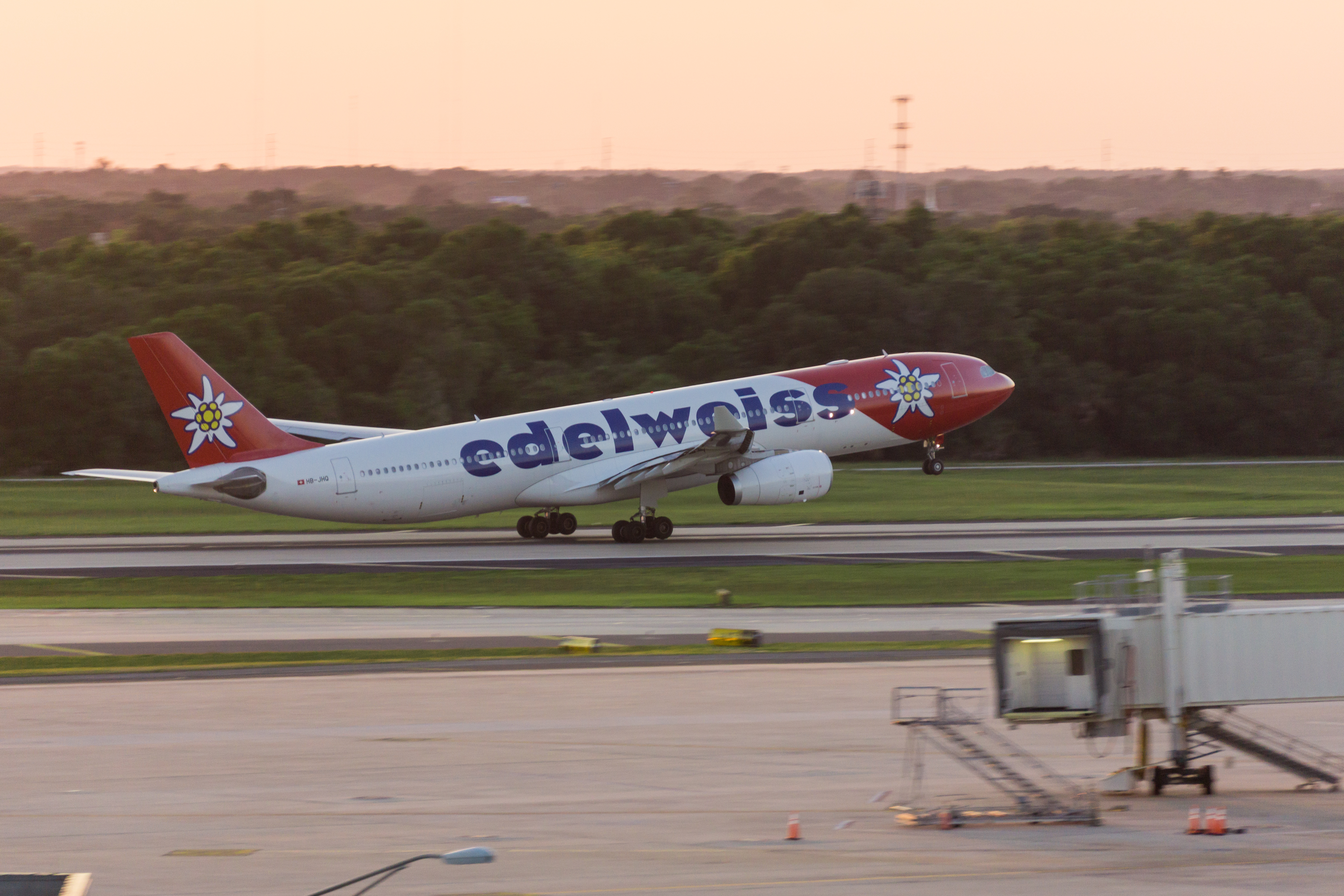
Повітряний аеробус Е330-300 «Едельвейс» вилетів до Цюриху

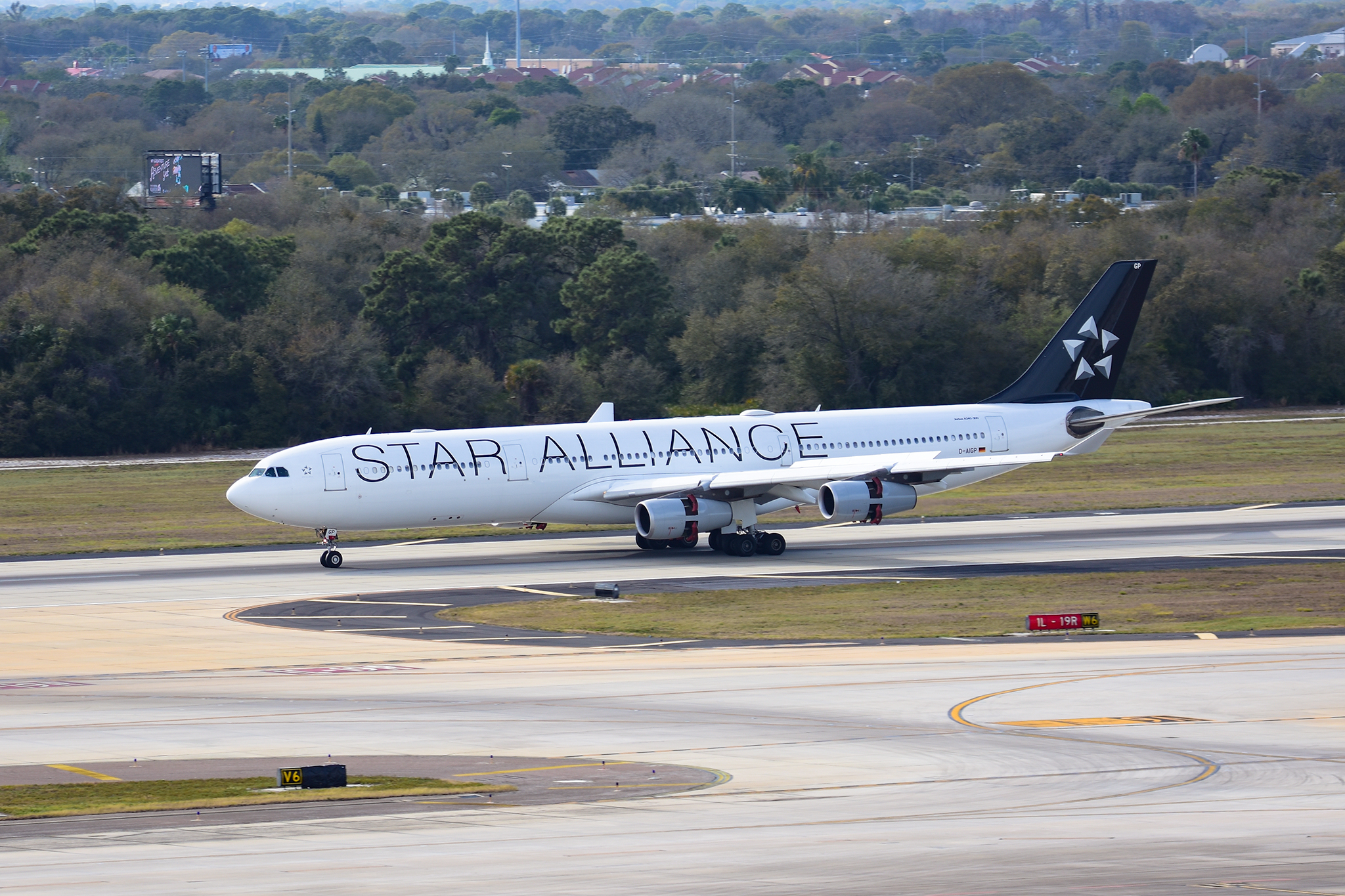
A340-300 авіакомпанії Lufthansa Cityline, що прибуває з Франкфурта

### Провідні авіакомпанії
| Ранг | Перевізник             | Пасажири  | Поділитися |
| ---- | ---------------------- | --------- | ---------- |
| 1    | Авіакомпанії Southwest | 6,824,000 | 33,91 %    |
| 2    | Повітряні лінії Delta  | 3 383 000 | 16,81 %    |
| 3    | American Airlines      | 3,241,000 | 16,11 %    |
| 4    | United Airlines        | 2 092 000 | 10,40 %    |
| 5    | Spirit Airlines        | 1,753,000 | 8,71 %     |

### Найпопулярніші внутрішні напрямки
| Ранг | Місто                          | Пасажири  | Перевізники                                              |
| ---- | ------------------------------ | --------- | -------------------------------------------------------- |
| 1    | Атланта, Джорджія              | 1,036,020 | Дельта, Південний Захід, Дух                             |
| 2    | Шарлотта, Північна Кароліна    | 457,320   | Американський, прикордонний                              |
| 3    | Чикаго — О'Харе, штат Іллінойс | 439,110   | Американський, Прикордонний, Духовний, Об'єднаний        |
| 4    | Ньюарк, Нью-Джерсі             | 394,380   | JetBlue, United                                          |
| 5    | Даллас / Форт-Ворт, Техас      | 388,330   | Американський, Дух                                       |
| 6    | Філадельфія, Пенсильванія      | 364,460   | Американський, Прикордонний, Південно-Західний, Духовний |
| 7    | Детройт, Мічиган               | 336 920   | Дельта, Дух                                              |
| 8    | Балтімор, штат Меріленд        | 334,850   | Південний Захід, Дух                                     |
| 9    | Денвер, штат Колорадо          | 329,660   | Межа, Південно-Західна, Об'єднана                        |
| 10   | Бостон, штат Массачусетс       | 325,290   | Delta, JetBlue, Spirit                                   |

### Найпопулярніші міжнародні напрямки
| Ранг | Місто                             | Пасажири | Зміна 2017/18 | Перевізники                                   |
| ---- | --------------------------------- | -------- | ------------- | --------------------------------------------- |
| 1    | Торонто — Пірсон, Канада          | 324,605  | ▲ 6,48 %      | Air Canada, Air Transat, WestJet              |
| 2    | Лондон — Гетвік, Велика Британія  | 151,505  | ▲ 11,28 %     | British Airways, Норвезький повітряний човник |
| 3    | Франкфурт, Німеччина              | 120,601  | ▲ 7,30 %      | Lufthansa                                     |
| 4    | Гавана, Куба                      | 114,165  | ▲ 6,02 %      | Чартери, Південний Захід                      |
| 5    | Панама-Сіті, Панама               | 56 670   | ▲ 33,13 %     | Авіакомпанії Copa                             |
| 6    | Великий Кайман, Кайманові острови | 40 645   | ▲ 10,32 %     | Cayman Airways                                |
| 7    | Цюрих, Швейцарія                  | 33,987   | ▼ 28,92 %     | Едельвейс                                     |
| 8    | Монреаль — Трюдо, Канада          | 24,942   | ▲ 15,88 %     | Повітряна Канада, Air Transat                 |
| 9    | Рейк'явік, Ісландія               | 23,831   | ▲ 182,49 %    | Icelandair                                    |
| 10   | Оттава, Канада                    | 20,501   | ▲ 14,98 %     | Повітряна Канада, WestJet                     |

### Літаки
За 12-місячний період, що закінчився 30 червня 2018 року, в аеропорту було 200 874 літальних операцій, в середньому 550 на день: 79 % комерційних рейсів, 11 % авіації загального користування, 10 % авіаційного таксі та <1 % військових. На той час в цьому аеропорту було 61 літак: 72 % реактивний, 11 % одномоторний, 5 % багатомоторний і 11 % вертолітний. Станом на вересень 2018 року найбільшим пасажирським літальним апаратом, що обслуговує TPA на регулярній основі, є Boeing 777.

## Аварії та інциденти
- 9 березня 1943 р. 5 льотного екіпажу USAAF загинули, коли їхній Мартін Б-26 Мародер зазнав аварії під час рейсу з допоміжного поля Ейвон-Парк в Еглінське поле. Пілот здійснив спробу аварійної посадки на Дрю Поля та перекрив злітно-посадкову смугу. Двоє інших на борту В-26 вижили. Це сталося через одну годину після того, як американський офіс Дуглас А-24, що вилітав з Дрю-Філд, зазнав аварії в Мюлле-Кі, що розташовано під Сент-Пітерсбургом, на той час був вибух. Пілот скинув літак й вижив, але навідник виручав й затонув.[29][30]
- 6 листопада 1986 року капітан східних повітряних ліній, Джордж Бейнс, 56 років, літав у своєму приватному літаку Piper PA-23 Apache (реєстрація N2185P) з дому в Міжнародний аеропорт Тампа, щоб встигнути на рейс. Капітан Бейнс отримав доступ до системи приземлення приладової системи на злітно-посадкову смугу 36L (зараз 1L) з видимістю 1/16 милі в густому тумані. Під час першого підходу він не зміг приземлитися й оголосив пропущений підхід і здійснив обхід, щоб спробувати знову. На другому підході Apache торкнувся вниз по доріжці W, паралельно та близько 406 футів праворуч (на схід) від злітно-посадкової смуги 36L. У той же час пан-американський Boeing B-727 рухався на південь на таксі W. Коли капітан Pan-Am 727 побачив, як Apache виліз із густого туману прямо перед ним, він повернув праворуч (на захід) намагаючись уникнути зіткнення, що насувається. Приблизно через 2 секунди лівий двигун Apache вдарив B-727 в радіометрію, що є структурним корпусом, захищеним від атмосферних впливів, що захищає радіолокаційну антену. Двоє пасажирів та стюардеса отримали травми після евакуації літака. Apache був майже знищений, а пілот загинув.[31]